# What's What
What's What è un album di Enrico Pieranunzi, pubblicato dalla YVP Records nel giugno 1985. Il disco fu registrato l'11 novembre 1984 al YVP Studio di Ulm (Germania).

## Tracce
Edizione CD del 1995, pubblicato dall'etichetta YVP Music Records
1. Little Moon – 4:15 (Enrico Pieranunzi)
2. Downtown – 5:30
3. The Reason Why – 5:02 (Enrico Pieranunzi)
4. The Bluesman – 2:22
5. The Secret Ingredient – 7:15 (Enrico Pieranunzi)
6. Monk – 7:25 (Enrico Pieranunzi)
7. One Way – 6:28 (Enrico Pieranunzi)
8. Introspection – 4:57 (Enrico Pieranunzi)
9. What's What – 2:16 (Enrico Pieranunzi)

## Musicisti
- Enrico Pieranunzi - pianoforte